# Hüle

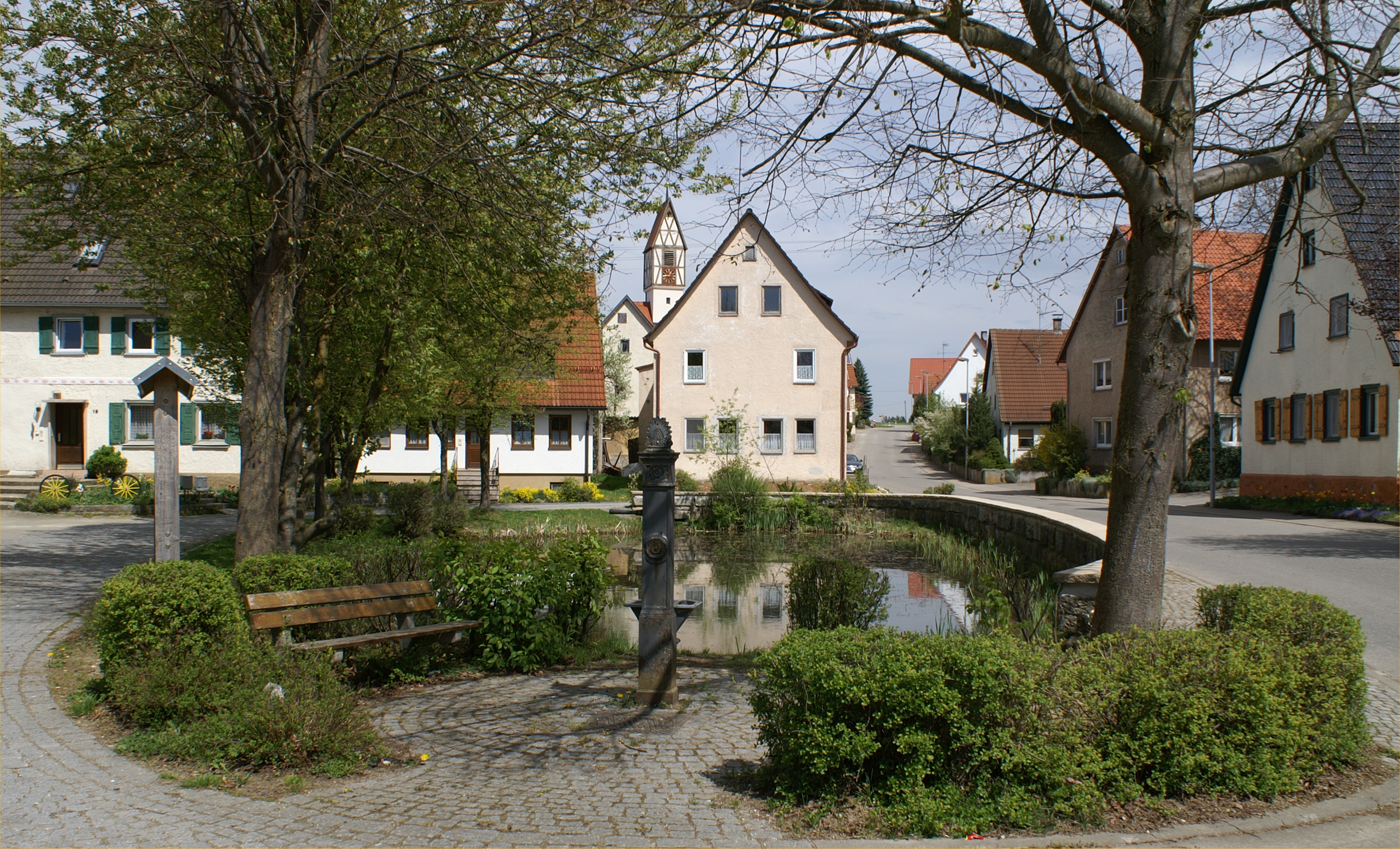
Bühlenhausen: Die Hüle als Ortszentrum

Hüle, Hülbe oder Hüllweiher ist ein meist künstlich angelegtes Kleingewässer auf den wasserarmen Hochflächen der Schwäbischen Alb und des Frankenjuras. Die Stillgewässer befinden sich innerhalb geschlossener Ortschaften, auf Feldern und im Wald. Die Hülen wurden durch Regenwasser gespeist und lagen auf natürlichen Vernässungsstellen. Als Himmelsweiher zählen sie zur Kategorie der Stillgewässer. Meist wurde dem Weiher Wasser über Gräben und Rinnen zugeleitet. Die Hülen wurden teilweise mit einem Lettenschlag versehen. Die Gewässer hatten eine große Bedeutung als Viehtränke oder für die Gewinnung von Brauchwasser. Sie haben mit dem Anschluss der Albsiedlungen an die Wasserversorgung an Bedeutung verloren und stellen heute einzigartige kulturgeschichtliche Zeugnisse der Schwäbischen Alb und des Frankenjuras dar.

## Beschreibung

### Begriff

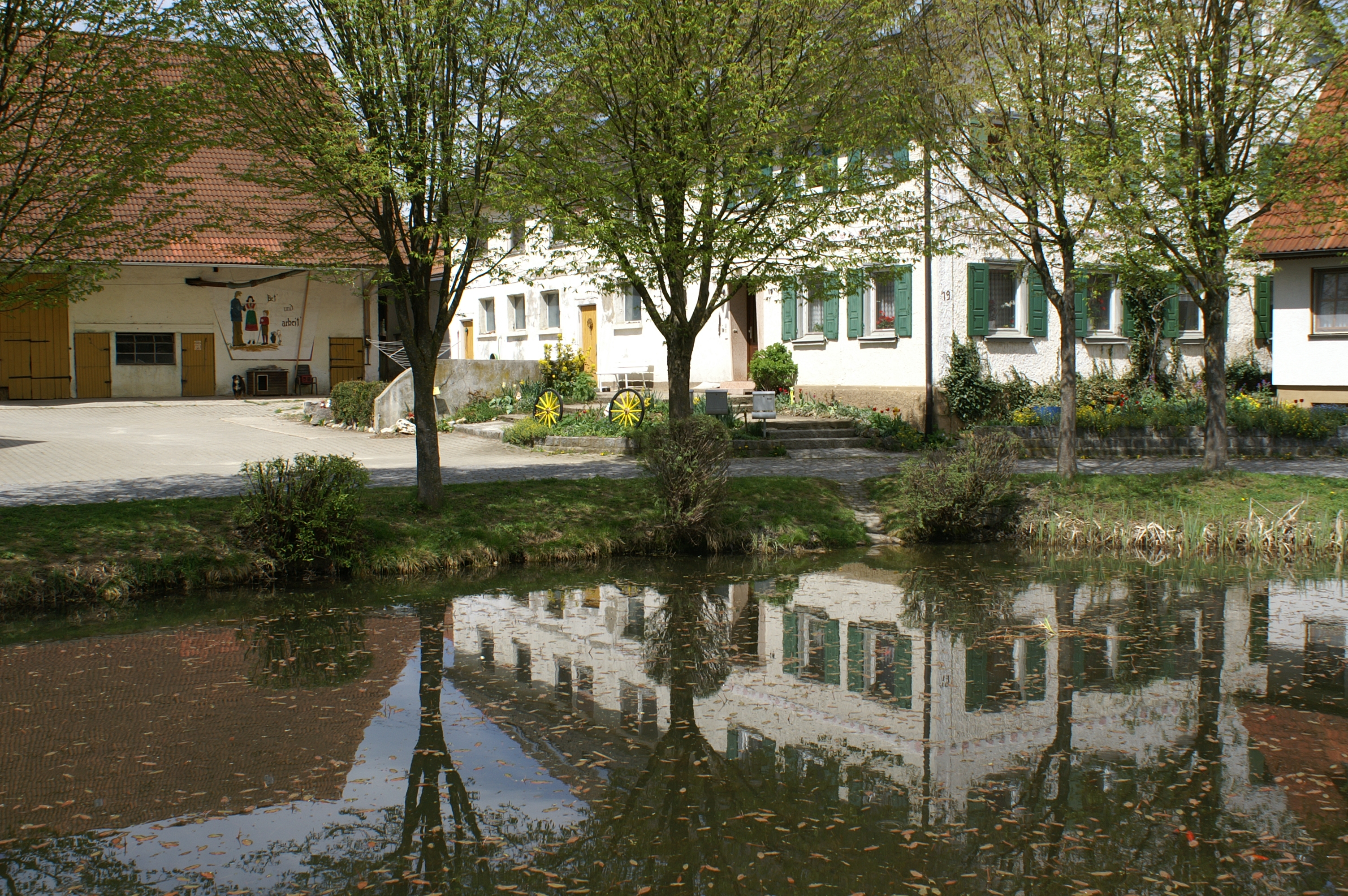
Hüle in Bühlenhausen

Hüle oder Hülbe – seltener auch Hühle, Hülb, Hilb oder Hilbe – ist eine im Bereich der Schwäbischen Alb gebräuchliche Bezeichnung für die in dieser Region typischen Teiche.
Auf der Fränkischen Alb und im Bereich der Mainfränkischen Platten werden sie Hüllweiher, Hühlen, Hülmen, Hülben, Hulen oder Hüllen genannt. In der Gegend bei Eichstätt (in Ochsenfeld und Biesenhard) ist noch heute der Begriff Hü gebräuchlich.
Die Bezeichnungen stammen von dem mittelhochdeutschen Wort hülwe ab und gehen auf den althochdeutschen Begriff huliwa für Pfütze, Pfuhl oder Sumpf zurück.
Die Schreibweise Hühle mit zusätzlichem Dehnungs-h ist überwiegend in Bayerisch Schwaben anzutreffen. Sie ist insbesondere rund um die Stadt Günzburg sowie im südlichen Landkreis Dillingen an der Donau verbreitet. Geologisch betrachtet stehen diese Hühlen jedoch in keinerlei Zusammenhang zu den Gewässern auf den wasserarmen Albhochflächen, denn die Region rechts der Iller beziehungsweise rechts der Donau ist sehr wasserreich. Es gibt hier somit lediglich einen sprachlichen Zusammenhang innerhalb des schwäbischen Dialekts.

### Entstehung
Die Schwäbische und die Fränkische Alb sind Karstlandschaften. Eine Vielzahl an Tropfsteinhöhlen, abflusslosen Senken und Dolinen sind Ausdruck der stattgefundenen Verkarstung. Der geologische Untergrund der Frankenalb wird durch mesozoische Kalke und Dolomite bestimmt. In dem stark wasserdurchlässigen Untergrund des Frankenjuras und der Schwäbischen Alb versickert das Niederschlagswasser fast vollständig. Der Grundwasserspiegel befindet sich tief unter den Albhochflächen. Trockentäler ohne perennierende Fließgewässer prägen die vielfältig gegliederten Hügelländer. Auf den karstreichen Standorten befinden sich daher kaum oberirdische Gewässer und Quellen. In den Karststandorten entwickelte sich eine überwiegend unterirdische Hydrologie. Ausgeprägte Höhlensysteme sind Ergebnis der Verkarstung. Quellhorizonte haben sich in den Bereichen ausgebildet, in denen unlösliche Gesteine an die Oberfläche treten. Wegen des tief im Karst liegenden Grundwassers war die Wasserversorgung der Siedlungen auf den Albhochflächen schwierig.
Die älteren Hülen auf den Schwäbischen und Fränkischen Albhochflächen lagen auf natürlichen Vernässungsstellen, die durch die Abdichtung von Karsthohlräumen und Mulden infolge von Einschwemmen von Feinsediment entstanden sind. Es handelt sich um Dolinen mit einer wasserundurchlässigen Tonschicht am Grund, lokal auch Wasserboden genannt. Der Ton ist ein Überbleibsel (Residuum) der Kalksteinverwitterung. Er ist in relativ geringer Menge im Kalkstein enthalten, wird aber, anders als das Kalziumkarbonat, aus dem Kalkstein hauptsächlich besteht, bei der Verwitterung nicht aufgelöst. In diesen durch den Ton „plombierten“ Dolinen kann Wasser stehen bleiben und so ein Teich entstehen. Andere Experten vermuten, dass Saharastaub in der letzten Eiszeit nach Sandstürmen abgelagert wurden und nach der Erwärmung Ton bildete.
Die wasserstauende geologische Schicht umfasste oft einen größeren Bereich als die Hüle. Somit stand ein zusätzliches Wasserreservoir zur Verfügung.
Eine Besonderheit sind die etwas größeren Hülen im Bereich des Schwäbischen Vulkans auf der westlichen Schwäbischen Alb (auch Kirchheim-Uracher Vulkangebiet genannt). Es sind Maare d. h., sie sind vulkanischen Ursprungs. Eine „Mischform“ sind die aus Dolinen entstandenen Hülen in diesem Vulkangebiet, sie wurden im Laufe der Jahre durch Tuff und Basalt abgedichtet statt durch Ton, der bei der Verwitterung von Kalkstein übrig bleibt.
Die Entstehung der Hülen steht in kausalem Zusammenhang mit der historischen Wasserversorgung, der Viehzucht und dem Ackerbau auf der Fränkischen und Schwäbischen Alb. Vermutlich wurden die natürlichen Vernässungsstellen der Alb bereits in der Bronzezeit von den Bewohnern erkannt und erste Stillgewässer auf diesen Standorten angelegt. Die Hüllweiher stellten für die kulturlandschaftliche Erschließung der Jurahochflächen im Früh- bis Hochmittelalter eine lebensnotwendige Grundlage dar. Für die Trinkwassergewinnung wurden Doline genutzt, welche den Grundwasserspiegel anschnitten. Diese auch als Brunnenerdfälle umgangssprachlich bezeichneten Brunnenfassungen konnten tiefer liegende Quellhorizonte erschließen. Hingegen dienten die Hülen sowohl innerorts als auch außerorts der Brauchwasserversorgung.
Die natürlichen Hülen waren Voraussetzung für die ab dem 7. Jahrhundert erfolgte Besiedlung der Schwäbischen Alb, später auch für die Besiedlung der Fränkischen Alb, denn wegen der starken Verkarstung des Weißjura-Kalksteins versickert auf den Albhochflächen das Regenwasser rasch. Abgesehen von den sogenannten Hungerquellen ist somit kaum Oberflächenwasser verfügbar. In den Hülen hingegen konnte sich der Niederschlag sammeln. Sie bildeten daher die Grundlage für zahlreiche Ortschaften auf den Hochebenen. Auf diese Weise entstand z. B. auch die Stadt Laichingen, in der die frühere Hüle erst in den 1950er-Jahren dem heutigen Marktplatz wich. Fast jedes Dorf der Hochflächen des Frankenjuras war mit einem Hüllweiher ausgestattet. Teilweise hatten einzelne Höfe eine eigene Hüle.
Weil die Zahl solcher Wasserstellen jedoch begrenzt war, entstanden nach dem Vorbild der natürlichen Hülen im Zuge späterer Besiedlungswellen auch zahlreiche künstlich angelegte Teiche. Sie wurden mit Lehm abgedichtet und waren meist etwas kleiner als ihre natürlichen Vorbilder. Auch existieren Mischformen, dabei wurden natürlich entstandene Dolinen künstlich mit Lehm abgedichtet. Die Anlage solcher Gewässer war in früheren Zeiten unumgänglich, sie bildeten die Grundlage für die weitere Besiedlung der Albhochflächen. Im Laufe der Zeit entstanden dabei deutlich mehr künstliche als natürliche Hülen.

### Lage und Bezeichnung
Hülen sind heute überwiegend von Bäumen umgeben und lagen entweder als Feldhüle respektive Waldhüle außerhalb oder als Dorfhüle innerhalb einer Ortschaft – dort meistens zentral in der Dorfmitte. In vielen Orten gab es auch mehrere, beispielsweise in Römerstein-Donnstetten insgesamt vier, in Stadelhofen-Wölkendorf fünf und in Holzkirch sogar deren acht. Teilweise unterschied man auch zwischen öffentlichen Gemeindehülen – das waren gemeinschaftlich genutzte Hülen im Besitz der Gemeinde – und privaten Hülen. Insbesondere größere oder etwas abseits gelegene Gehöfte verfügten oft über eigene Gewässer, diese waren dann meist etwas kleiner. Manchmal teilten sich auch mehrere Höfe eine private Hüle.
Die verschiedenen Hülen wurden meist mit Namenszusätzen unterschieden: die Dorfhülen mit Adjektiven wie beispielsweise große Hüle, breite Hüle, tiefe Hüle oder neue Hüle – die Feldhülen normalerweise mit Flurnamen wie beispielsweise Schorrenhüle oder Hagsbuchhüle.

### Äußere Merkmale
Die Hülen weisen unterschiedliche Größen auf. Der Bieberbacher Hüllweiher im Landkreis Forchheim hat beispielsweise eine Ausdehnung von fünf mal acht Metern. Mit einem Durchmesser von 20 Metern ist der Hüllweiher bei Lilling (Gräfenberg) im Landkreis Forchheim deutlich größer. Die durchschnittliche Wassertiefe variiert zwischen einem halben und zwei Metern. Tiefere Hülen befinden sich meist auf Dolinen (Erdfällen). Die in den Ortsmitten befindlichen Stillgewässer sind häufig mit senkrechten Verbauungen aus Naturstein oder Beton gefasst.

## Nutzung

### Nutzungsarten

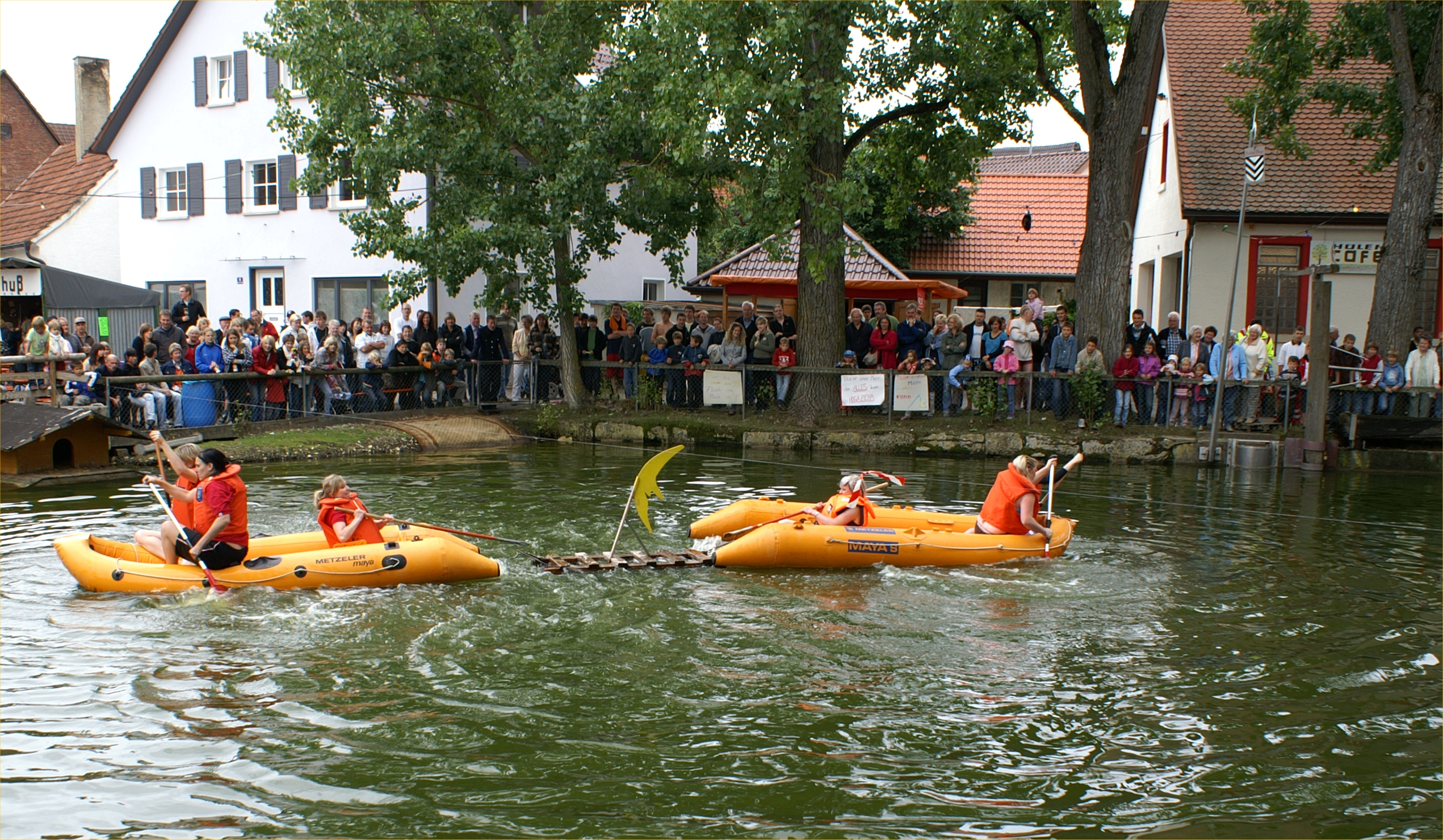
Beim Ascher Hülenfest

Hülen wurden innerhalb und außerhalb der Ortschaften vorrangig zur Brauchwasserversorgung genutzt.
Die Feldhülen dienten in erster Linie als Viehtränke, ferner auch den Hirten als schattiger Aufenthaltsort. Die Bezeichnung Rosshüll für die Hüle bei Zultenberg im Landkreis Kulmbach weist auf die historische Nutzung als Pferdetränke hin.
Die Nutzung der Dorfhülen war hingegen vielfältiger. Letztere wurden außer als Tränke vor allem als Löschwasserteich bei Bränden verwendet, oftmals befand sich das Spritzenhaus direkt daneben.
Manchmal dienten sie auch zur Textilwäsche, als Flachsrotte oder als Pferdeschwemme.
Das Kühlwasser für Eisenschmelzereien lieferten Hülen im Veldensteiner Forst im Landkreis Bayreuth. In der Frankenalb wurden Hüllweiher zur Graswäsche genutzt. Dabei wurden Kräuter und Disteln samt Wurzeln aus der Erde gezogen und in dem Gewässer gereinigt, um anschließend an Vieh verfüttert zu werden.
In Notzeiten wurde das in ihnen gesammelte Wasser aber auch als Koch- und Brauchwasser verwendet.

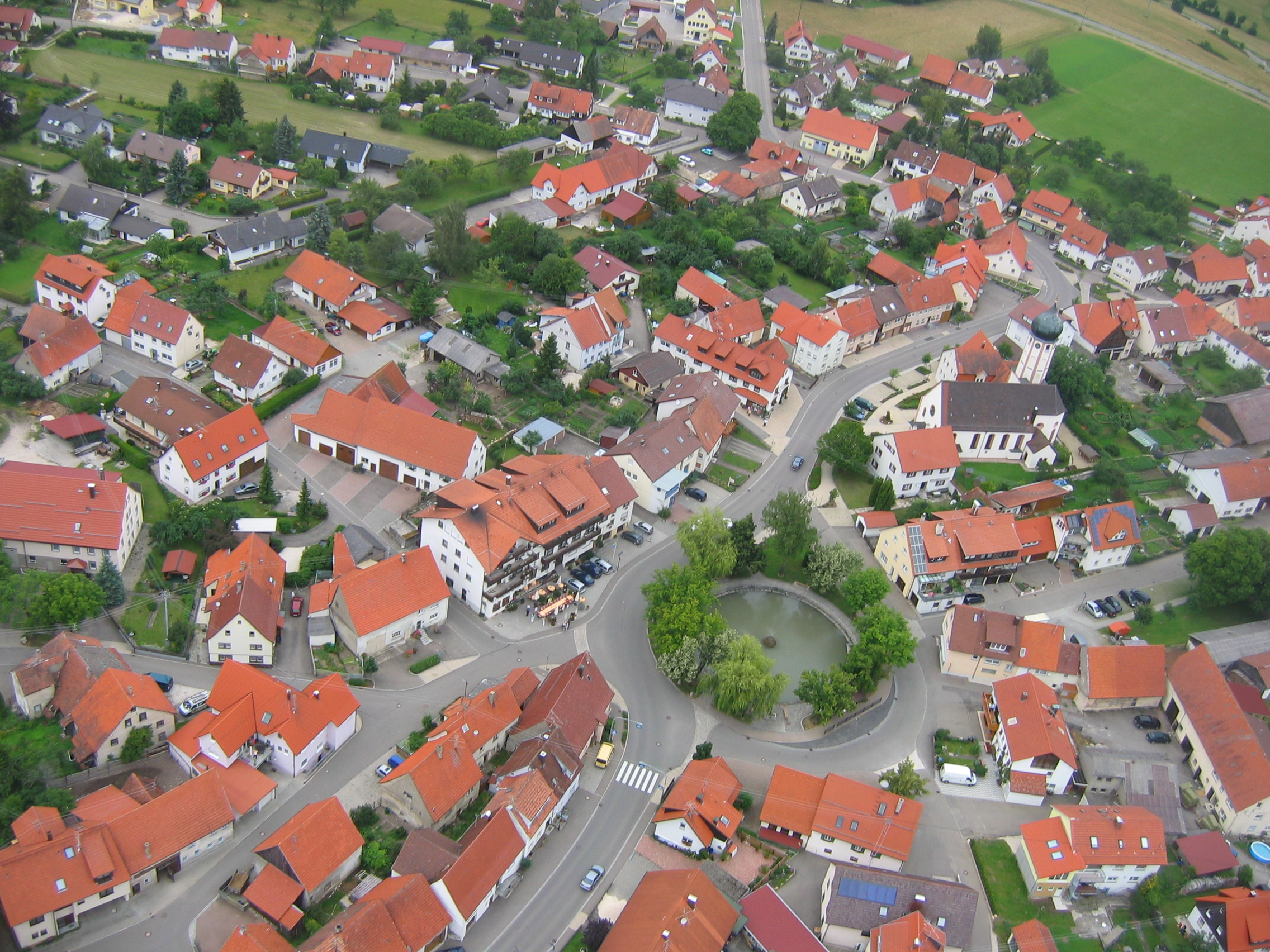
Frohnstetten: Dorfmittelpunkt Hüle

Die Hülen dienten nicht nur als Wasserreservoir, sondern waren kommunikative Zentren des Ortes. Beim Wasserholen und Tränken des Viehs trafen sich die Dorfbewohner und tauschten Neuigkeiten aus. Im Sommer waren sie für die Einwohner ein beliebter Treffpunkt oder Festplatz und die Kinder nutzten das Gewässer als Badestelle. Auf der Schwäbischen Alb zeugen davon einige bis heute bestehende Feste wie beispielsweise das Ascher Hülenfest, der Hülbener Hüle-Hock, der Zaininger Hüle-Hock, das Hülenfest in Radelstetten oder das Hilbenfest in Frohnstetten. 

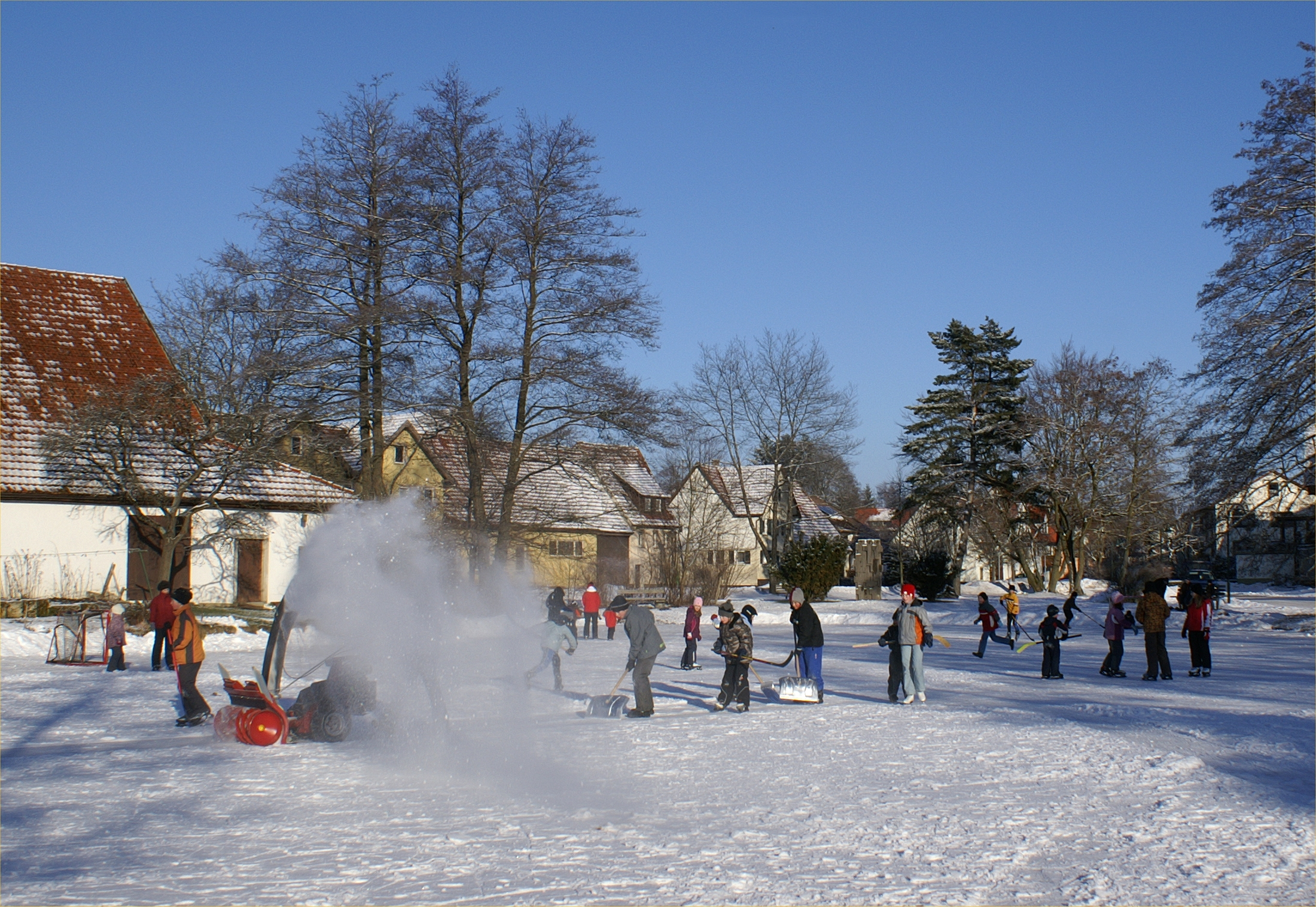
Schlittschuhlaufen auf der Zaininger Hüle

In Bartholomä im Ostalbkreis wird ferner das Maibaumfest an der Dorfhülbe gefeiert. Im Winter wurden sie außerdem zum Eislauf benutzt. Typischerweise versammelten sich auch Gänse und Enten rund um die Hülen.
Ergänzend zu den Hülen sammelten die Bewohner das Regenwasser auch in Zisternen, sie standen direkt bei den Häusern und dienten in erster Linie der Trinkwasserversorgung. In anderen Fällen wurde das in den Dachrinnen gesammelte Regenwasser aber auch künstlich in die Hülen geleitet, dadurch konnte deren Wasservolumen zusätzlich zum eigentlichen Niederschlag erhöht werden. Während der Dürreperioden musste das Wasser für die Hülen beziehungsweise die Zisternen oft kilometerweit mit Fuhrwerken aus anderen Ortschaften herantransportiert werden. Der Transport der Wasserfässer von den 150 bis 300 Meter tiefer im Tal gelegenen Quellen war schwierig, besonders im Winter, wenn die Aufstiegswege vereist waren.

### Unterhalt und Pflege
Die Hülen wurden von der Dorfgemeinschaft in der Vergangenheit gepflegt, sofern es sich um Allmendeflächen handelte. Dabei wurde der Gewässergrund in Trockenzeiten entschlammt und als organischer Dünger auf die Felder ausgebracht. Um der Verschlammung des Kleingewässers durch herabfallendes Laub und abgebrochene Äste entgegenzuwirken, wurden die Hüllweiher in der Frankenalb von Gehölzen frei gehalten. Damit sollte auch verhindert werden, dass die Wurzeln der Gehölze die abdichtende Tonschicht durchstoßen.

### Wassermangel und hygienische Probleme
Die hygienischen Verhältnisse des Hülenwassers waren entsprechend den Nutzungsgewohnheiten äußerst mangelhaft, seinen Zustand belegen zeitgenössische Berichte aus dem 19. Jahrhundert (bezogen auf die Schwäbische Alb):

„Sie haben gemeiniglich ein sehr unreines, stinkendes und eckelhaftes Wasser, und sehen wie große Mistlachen aus, weil aller Unrath darein fließt.“

oder

„Wehe dem Fremden, den in einem der primitiven Albdörfer, wo die Strohdächer überwiegen und man rein auf Regenwasser angewiesen ist, ein Bedürfnis anwandelt nach einem Glase Wasser. […] Strohgelb bis Kaffeebraun hat sich das Wasser gefärbt, das von den Strohdächern niederrinnt, nur wer von Jugend auf an den Anblick dieses Wassers sich gewöhnt hat, vermag ohne Abscheu das Glas an die Lippen zu setzen.“

Bekannt wurden in diesem Zusammenhang auch spöttisch-ironische Aussagen wie

„For d'Leit tät's scho no, aber's Vieh sauft's halt nemme!“

oder auch

„’s Vieh saufts nemme – mir kennets jô fir ôns abkocha …“

Erst die ab 1870 schrittweise umgesetzte Albwasserversorgung konnte der mangelnden Wasserverfügbarkeit abhelfen, sie pumpte ab dem ausgehenden 19. Jahrhundert Trinkwasser auf die Hochflächen der Schwäbischen Alb. Auf der Fränkischen Alb hingegen wurde die Fernwasserversorgung wegen der geringeren Bevölkerungsdichte erst deutlich später realisiert. So führte das unhygienische Wasser dort auch noch im 20. Jahrhundert zu einer signifikant höheren Säuglingssterblichkeit. So lag diese etwa in Parsberg im Jahre 1906 bei 42 Prozent, 1915 bei etwa 37 Prozent und 1936 immer noch bei rund 30 Prozent. Auch die Analysen des Bayerischen Landesamtes für Wasserversorgung zu der geplanten Fernwasserversorgung vermittelten anschaulich die damalige Wassernot auf den Hochflächen der Fränkischen Alb:

„… auf den Höhenzügen und an deren Abhängen treten oft Felsen zutage; zwischen den Höhenzügen liegen sogenannte Trockentäler, die vollständig wasserlos sind, weil der Grundwasserspiegel erheblich tiefer liegt. Erst die Sohle der noch stärker eingeschnittenen Bachtäler führt Grundwasser, das selten als Quelle austritt. Im ganzen Gebiet wie auch in den übrigen nicht durch Wasserleitungen versorgten Jura herrscht eine erschreckende Wasserlosigkeit. Die Bevölkerung muß jeden Tropfen Regenwasser mühsam in Zisternen und offenen Wasserlöchern sammeln.
In einem Ort befindet sich ein Feuerweiher, der zugleich Viehtränke ist. Die Speisung erfolgt durch Regenwasser und aus den umliegenden Dungstätten. Das Wasser ist deshalb jaucheartig. Bei den Anwesen befinden sich zumeist Zisternen, in denen das Dachwasser gesammelt wird, das eine ähnliche Farbe hat. In den meisten anderen Orten sind die Gemeinschaftshüllen so angelegt, daß sie nicht nur vom Regenwasser, sondern auch von den Dungstätten gespeist werden können, damit, wie sich ein Anwesenbesitzer ausdrückte, ja kein Tropfen verlorengeht.
Wenn das Regenwasser zu Ende geht, muß das Wasser für Mensch und Vieh von weither aus den Bächen geholt werden. Dabei sind steile Höhenzüge auf schlechten Wegen zu überwinden. Jede Fahrt beansprucht fünf Stunden. Hat jemand kein Fuhrwerk, muß er für die Fuhre 7 bis 8 Reichsmark bezahlen.
Die Folgen dieser Wasserarmut sind offensichtlich. Die Bevölkerung ist stark verschuldet, sieht ärmlich und abgearbeitet aus. Ebenso wie ihre Behausungen sind auch ihre Ortschaften verschmutzt. Die Gegend wird deshalb auch „Sibirien“ genannt. Das Vieh ist klein, abgemagert und über den Durchschnitt abgearbeitet. Bewohner, Vieh und Gegend machen einen trostlosen Eindruck …“

## Niedergang und Gegenwart

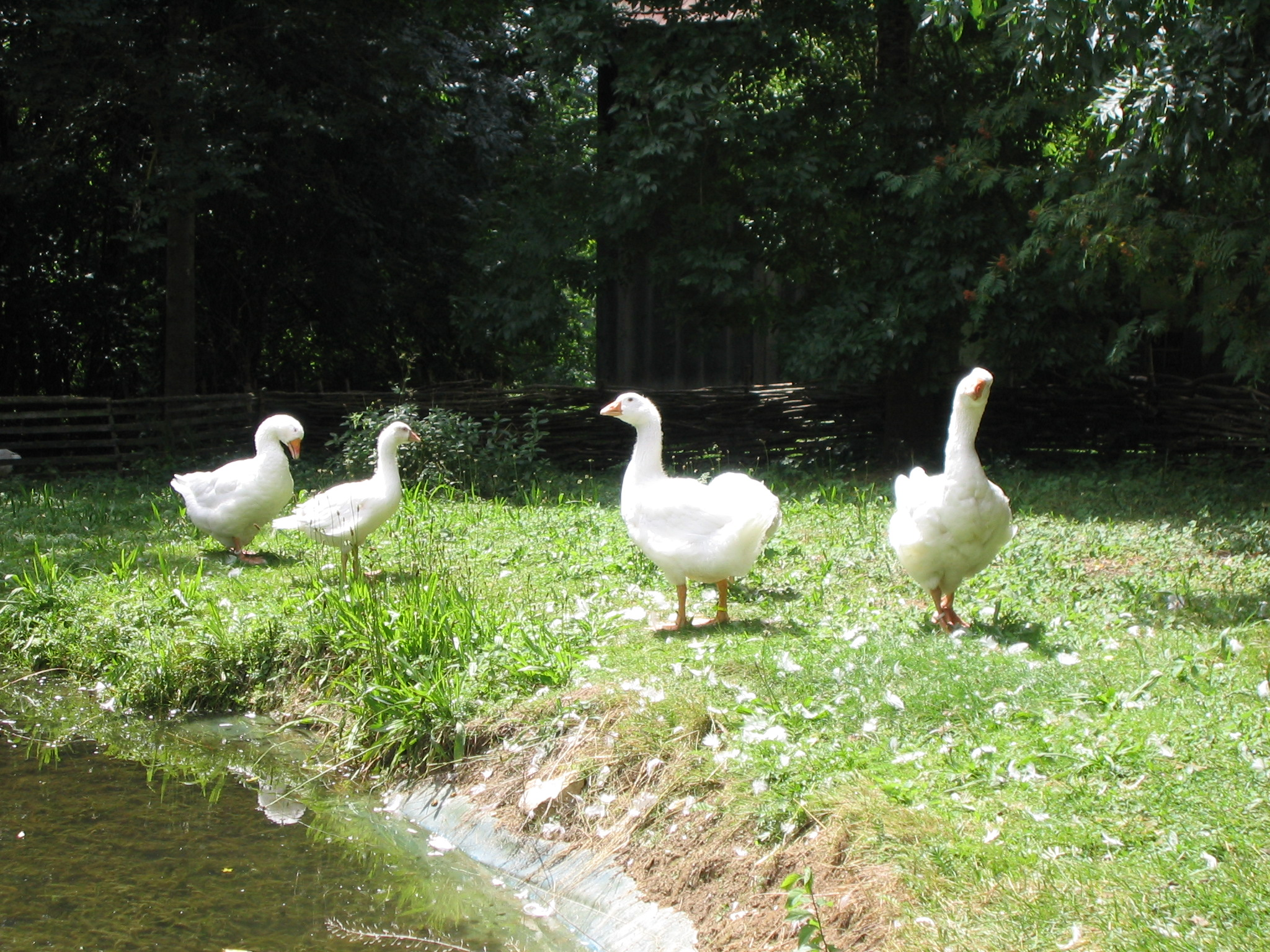
An der Hüle im Freilichtmuseum Neuhausen ob Eck

In der Schwäbischen Alb bestand ab dem Jahre 1871 mit der Einrichtung der Albwasserversorgung die technische Möglichkeit, Wasser mit hohem Energieaufwand aus den Tallagen hin aufzupumpen. Daraufhin verloren die Hülen an Bedeutung. Der überwiegende Teil verlandete im Lauf der Jahre wieder oder wurde verfüllt – insbesondere in den 1950er- und 1960er-Jahren verschwanden viele von ihnen.
Noch bis zum Zweiten Weltkrieg hatte fast jedes Albdorf im Frankenjura eine Hüle.
Die Feldhülen fielen dabei meistens der Flurbereinigung zum Opfer, die Dorfhülen wurden bebaut, in Grünanlagen umgewandelt oder mussten dem fortschreitenden Straßenausbau weichen. Straßenverbreiterungen, Bushaltestellen und anderer Bebauung führten zum Verlust von zahlreichen Hülen. In der Mitte des 19. Jahrhunderts gab es den Hochlagen von Oberfranken noch etwa 670 Hüllweiher und in den 1990er Jahren reduzierte sich die Anzahl der Kleingewässer auf ein Viertel des einstigen Bestandes.
Auf der Schwäbischen Alb existieren deshalb heute nur noch etwa 200 Hülen, die meisten davon im Bereich der östlichen Alb. Die noch vorhandenen sind aufgrund ihrer besonderen Tier- und Pflanzenwelt meist besonders geschützt, sie gelten als Naturdenkmäler (Feldhülen) beziehungsweise Kulturdenkmäler (Dorfhülen). Ein eindrucksvolles Beispiel einer größeren Hüle befindet sich in Römerstein-Zainingen. Sie ist natürlichen Ursprungs, ist circa 90 Meter lang, bis zu 40 Meter breit und gilt als größte Hüle auf der Schwäbischen Alb. Auch die Zaininger Hüle hat seit 1979 offiziell den Status eines Kulturdenkmals. Eine weitere bekannte Hüle ist die Ascher Hüle.

Einige Hülen wurden in jüngerer Zeit restauriert, so beispielsweise in Heinstetten auf der Zollernalb. Dort wurde die circa 1750 entstandene große Hilb nach mehreren Umbauten zunächst um 1970 herum zugeschüttet und in einen Park umgewandelt. Anlässlich der 1200-Jahr-Feier im Jahr 1993 wurde sie dann wieder in ihren Urzustand zurückversetzt. Ebenso wird in Berghülen die Untere Hüle wieder neu angelegt, sie war bis um 1950 eine der letzten von ehemals vier Dorfhülen. In Biesenhard war die Restaurierung der Hü in der Dorfmitte Bestandteil der Dorferneuerung.

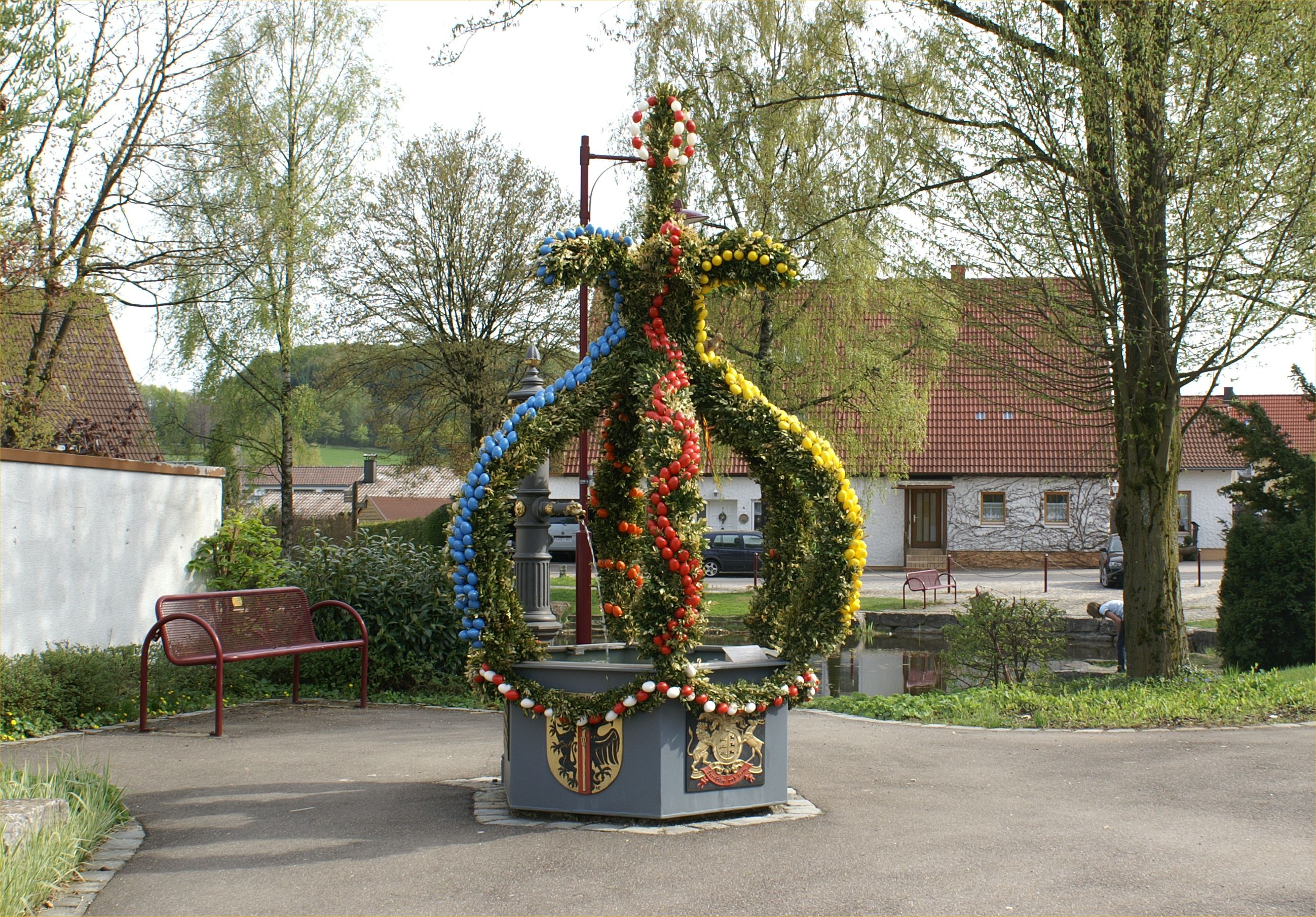
Osterbrunnen vor der Hüle in Bartholomä

Andere wurden gänzlich neu angelegt. So wurde beispielsweise im Freilichtmuseum Beuren eine Dorfhüle nach historischen Vorlagen nachgebildet und auch im 1988 eröffneten Freilichtmuseum Neuhausen ob Eck existiert eine solche. Nahe der nördlich von Blaubeuren gelegenen Gemeinde Berghülen legte der Bund für Umwelt und Naturschutz Deutschland mit der Silahopp-Hüle im Himpfertal außerdem auch eine Feldhüle neu an. Im Mai 2006 wurde ferner rund um Berghülen ein sogenannter Hülenpfad ausgeschildert. Im Verlauf des sieben Kilometer langen Weges können insgesamt sechs Hülen besichtigt werden – anhand von Informationstafeln wird dabei die Tier- und Pflanzenwelt der Hülen sowie ihre kulturhistorische Bedeutung erläutert.

## Naturschutzaspekte
Hülen beherbergen als – von Menschenhand geschaffene, geformte naturnahe oder natürliche – offene Wasserstellen eine Weihern und Teichen weitgehend entsprechende Pflanzen- und Tierwelt. Dabei kommt ihnen in dieser süddeutschen Karstregion auch unter Aspekten des Biotop- und Artenschutzes eine Sonderrolle zu, da sie dort oft weithin die einzigen dauernd wasserführenden Stillgewässer darstellen. Häufig weisen sie geringe Größen und relativ steile Ufer auf. Aufgrund der wechselnden Wasserstände fallen einige Kleingewässer während des Sommers trocken.

### Fauna
Die aquatischen und halbaquatischen Standorte auf den trockenen Hochflächen bieten vielfach die alleinigen Laichmöglichkeiten für Amphibien. Zu den typischen Arten zählen die Pionierarten wie Gelbbauchunke (Bombina variegata), Kreuzkröte (Bufo calamita) und Wechselkröte (Bufo viridis) sowie Gras- und Wasserfrosch. Der gefährdete Kammmolch (Triturus cristatus) sowie Teich- (Lissotriton vulgaris) und Bergmolch (Ichthyosaura alpestris) nutzen die Kleingewässer. Außerdem sind die Hülen durch eine reichhaltige Libellenfauna ausgezeichnet. Für den Artenreichtum der Libellengewässer spielen neben der Nutzungsintensität auch das Vorhandensein einer gewissen Mindestgröße und Strukturvielfalt eine Rolle. In der Schwäbischen Alb wurden an den Hülen 26 Libellenarten nachgewiesen, in der Fränkischen Alb in Oberfranken wurden 17 Libellenarten beobachtet. Dazu zählen: Glänzende Binsenjungfer (Lestes dryas), Kleine Binsenjungfer (Lestes virens), Südliche Binsenjungfer (Lestes barbarus), Kleine Pechlibelle (Ischnura pumilio), Speer-Azurjungfer (Coenagrion hastulatum), Große Granatauge (Erythromma najas) und Gefleckte Heidelibelle (Sympetrum flaveolum). In den Kleingewässern kommen eine Reihe an Wasserkäfer-Arten vor.

### Flora
In der Uferzone finden sich Großseggen und Schilfbestände. Zu nennen sind hier besonders Sumpfquendel (Peplis portula), Kröten-Binse (Juncus bufonius), Sand-Binse (Juncus tenageia) sowie verschiedene Zypergras-Arten (Cyperus spp.).

### Schutzgebiete

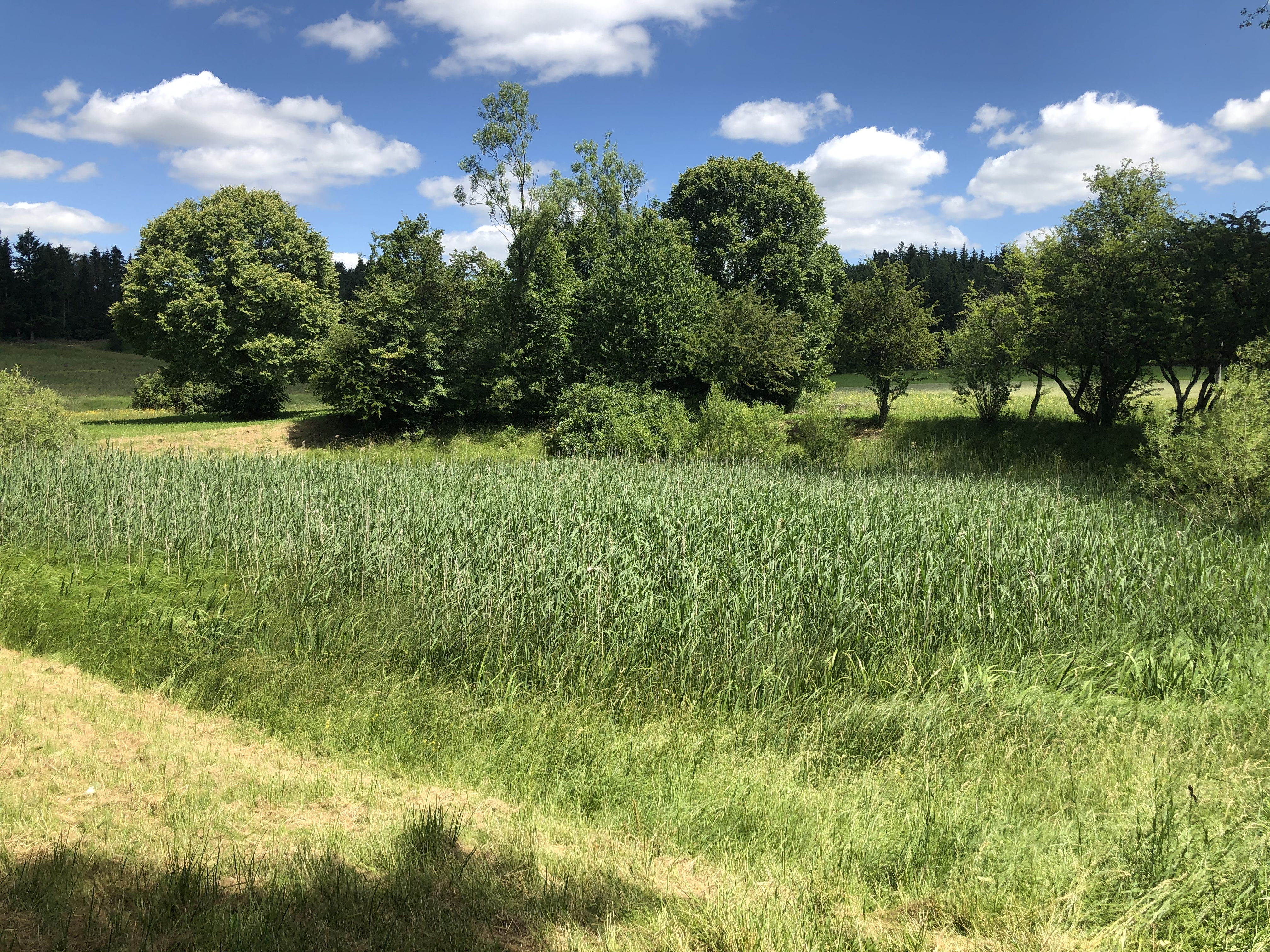
Geschütztes Geotop Neue Hülbe bei Bitz

In Baden-Württemberg zählen „Hülen und Tümpel einschließlich der Ufervegetation“ gemäß Naturschutzgesetz (§32) zu den unter besonderen Schutz gestellten Biotopen. Da sie als kleine Stillgewässer mit entsprechend geringer Tiefe insgesamt als Verlandungszone betrachtet werden können (und daher auch alle Verlandungsstadien über Schwingrasen bis zu Riedflächen oder durch Schilf gekennzeichnete kleine Feuchtgebiete zeigen), gilt der Schutzstatus, anders als bei größeren Seen, hier stets für das Gesamtareal. Im Bayerischen Naturschutzgesetz gelten – obwohl Hülen hier nicht separat genannt sind – sinngemäß die für Tümpel getroffenen Schutzvorschriften. Ein Großteil der Hülen auf der nördlichen Schwäbischen Alb sind als Naturdenkmale geschützt. Die Bezirksstelle für Naturschutz und Landschaftspflege Stuttgart hat in den 1980er Jahren alle in diesem Gebiet vorhandenen oder im Gelände zumindest noch ablesbaren rund 280 Hülen einschließlich ihrer Vegetation beschrieben. Durch Befragung älterer Einwohner und vor allem durch Kartenstudien konnten zudem etwa 450 abgegangene Hülen nachgewiesen werden. Im Zusammenwirken mehrerer Behörden und Gemeinden wurden im Rahmen dieses Projekts viele stark verwachsene beziehungsweise verschüttete Hülen ausgebaggert.

## Orts- und Straßennamen

### Orts- und Flurnamen
Wegen der einstigen Bedeutung von Hülen findet sich der Zusatz Hüle oder Hüll in einigen charakteristischen Ortsnamen der jeweiligen Albhochflächen.  Teilweise handelt es sich auch um im Laufe der Jahre entstandene Abwandlungen, die Gewässer selbst wurden nie als Hill oder Hül bezeichnet:
| Schwäbische Alb                     | Nördliche Fränkische Alb Fränkische Schweiz | Südliche Fränkische Alb Altmühlalb |
| ----------------------------------- | ------------------------------------------- | ---------------------------------- |
| Berghülen                           | Egloffsteinerhüll (zu Egloffstein)          | Breitenhill                        |
| Breithülen (zu Heroldstatt)         | Eichenhüll (zu Stadelhofen)                 | Buchenhüll (zu Eichstätt)          |
| Hilbenhof (zu Buchheim / Neuhausen) | Gräfenbergerhüll (zu Gräfenberg)            | Hagenhill                          |
| Hülben                              | Großenhül (zu Wonsees)                      | Irlahüll (zu Kipfenberg)           |
| Hülbenhof (zu Hayingen)             | Hüll (zu Betzenstein)                       | Kevenhüll (zu Beilngries)          |
| Hülen (zu Lauchheim)                | Kleinhül (zu Wonsees)                       | Schafshill                         |
| Ohnhülben (zu Dürrenwaldstetten)    | Mährenhüll (zu Wattendorf)                  | Sornhüll                           |
| Steinhilben (zu Trochtelfingen)     | Elbersberg-Weidenhüll (zu Pottenstein)      |                                    |
| Tiefenhülen (zu Ehingen)            | Leienfels-Weidenhüll (zu Pottenstein)       |                                    |
|                                     | Wohlmuthshüll                               |                                    |

Der Flurname Hohenhüler Steig (bei Berghülen) weist außerdem bis heute auf die Wüstung Hohenhülen hin. Die Siedlung Hilbenhof bei Schwäbisch Hall, der Weiler Hüll (ein Ortsteil von Wolnzach) sowie der Aussiedlerhof Gut Hüll (bei Gilching) stehen hingegen in keinerlei geografischem Zusammenhang zu den wasserarmen Albhochflächen – der kulturhistorisch-sprachliche Hintergrund der Bezeichnungen ist jedoch identisch.

### Straßennamen
In zahlreichen Orten zeugen außerdem Straßennamen von der (früheren) Existenz einer Hüle. Diese Straßennamen sind mit einer Ausnahme alle auf der Schwäbischen Alb beziehungsweise in Bayerisch-Schwaben zu finden. Das liegt in erster Linie daran, dass die betreffenden Dörfer auf der Fränkischen Alb durchgehend kleiner sind und daher überwiegend keine oder kaum Straßennamen verwenden:
| auf Hüle         |                                  | auf Hülbe        |                                 | auf Hühle    |                                 |
| ---------------- | -------------------------------- | ---------------- | ------------------------------- | ------------ | ------------------------------- |
| An der Hüle      | Bernloch (zu Hohenstein)         | An der Hülbe     | Bartholomä                      | An der Hühle | Berg (zu Pfaffenhofen)          |
| Bei der Hüle     | Asch                             | Bei der Hülbe    | Feldstetten (zu Laichingen)     | An der Hühle | Großkissendorf (zu Bibertal)    |
| Bei der Hüle     | Radelstetten (zu Lonsee)         | Hülbengasse      | Zainingen                       | An der Hühle | Gundremmingen                   |
| Hülenbergstrasse | Reudern                          | Hülbenplatz      | Steinhilben (zu Trochtelfingen) | An der Hühle | Rettenbach                      |
| Hülengasse       | Pfronstetten                     | Hülbenstraße     | Bitz                            | An der Hühle | Rischgau (zu Villenbach)        |
| Hülengässle      | Justingen (zu Schelklingen)      | Hülbenstraße     | Deilingen                       | Hühle        | Babenhausen                     |
| Hülenstraße      | Sontheim an der Brenz            | Hülbenstraße     | Ennabeuren (zu Heroldstatt)     | Hühlenstraße | Heidenheim an der Brenz         |
| Hülenweg         | Arnegg (zu Blaustein)            | Hülbenstraße     | Gomadingen                      | Hühlenstraße | Lauingen                        |
| Hülenweg         | Hofstett-Emerbuch (zu Amstetten) | Hülbenstraße     | Ochsenberg (zu Königsbronn)     | Hühlestraße  | Erlaheim (zu Geislingen)        |
| Hülenweg         | Dürrenstetten (zu Münsingen)     | Hülbenweg        | Lauterburg                      | Hühleweg     | Rieden (zu Ichenhausen)         |
| Hülenweg         | Jungingen                        | Hülbenweg        | Sontheim (zu Steinheim)         | Hühleweg     | Röfingen                        |
|                  |                                  |                  |                                 | Rieder Hühle | Jettingen                       |
|                  |                                  |                  |                                 | Zur Hühle    | Glöttweng (zu Landensberg)      |
|                  |                                  |                  |                                 | Hühlstraße   | Unterwiesenbach (zu Wiesenbach) |
| auf Hilb         |                                  | auf Hüll         |                                 |              |                                 |
| An der Hilb      | Frohnstetten (zu Stetten)        | An der Vogelhüll | Pürschläg (zu Illschwang)       |              |                                 |

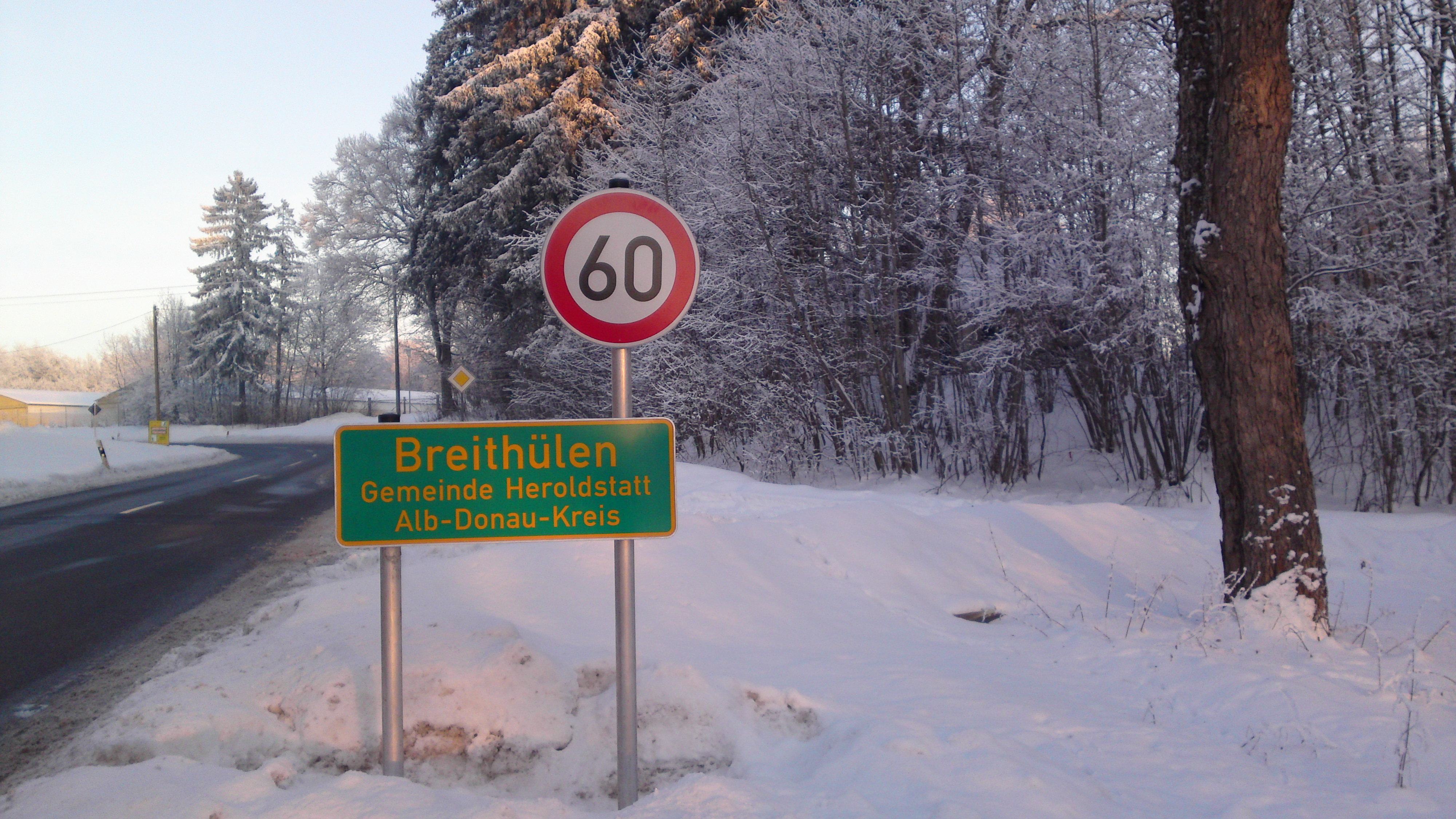
Ortshinweistafel Breithülen

Oft weisen auch gleich mehrere Namen gleichzeitig auf eine (frühere) Hüle hin, so findet sich beispielsweise in Lauterburg direkt neben dem bereits genannten Hülbenweg auch noch die Bezeichnung Hirtenteichstraße. Besonders deutlich wird dies auch in Rottenburg-Weiler (noch im Albvorland gelegen), dort erinnern in unmittelbarer Nachbarschaft zueinander gleich vier Straßennamen an das frühere Vorhandensein einer Hüle: Hülenbäumen, Teichstraße, Lehmgrube und Hülbehof. Als Hülenbäume wurden dabei die typischerweise um eine Hüle herum angeordneten Bäume bezeichnet. Auch der Deichweg in Hülen ist ein Hinweis auf eine künstlich abgedichtete Hüle.
Ferner sind in der Region mehrere Narrenzünfte nach Hülen benannt, so der Narrenverein Hilbenschlecker e. V. in Frohnstetten sowie die Narrengruppen Schwarzhülahutzeln und Hülenschlapper des Narrenvereins Steinhilben.